# Chelodamus mexicolens
Espèce
Synonymes
- Pseudozaona communis Beier, 1932

Chelodamus mexicolens est une espèce de pseudoscorpions de la famille des Chernetidae.

## Distribution
Cette espèce se rencontre au Mexique et au Belize.

## Description
Le mâle holotype mesure 4,43 mm.

## Publication originale
- Chamberlin, 1925 : Diagnoses of new American Arachnida. Bulletin of the Museum of Comparative Zoology, vol. 67, p. 211-248 (texte intégral).